# Eva von Tiele Winckler
Eva von Tiele-Winckler, Matka Ewa (ur. 31 października 1866 w Miechowicach, zm. 21 czerwca 1930 tamże) – niemiecko-śląska diakonisa luterańska, działaczka charytatywna, autorka zbioru wierszy „Soli Deo”.

## Życiorys

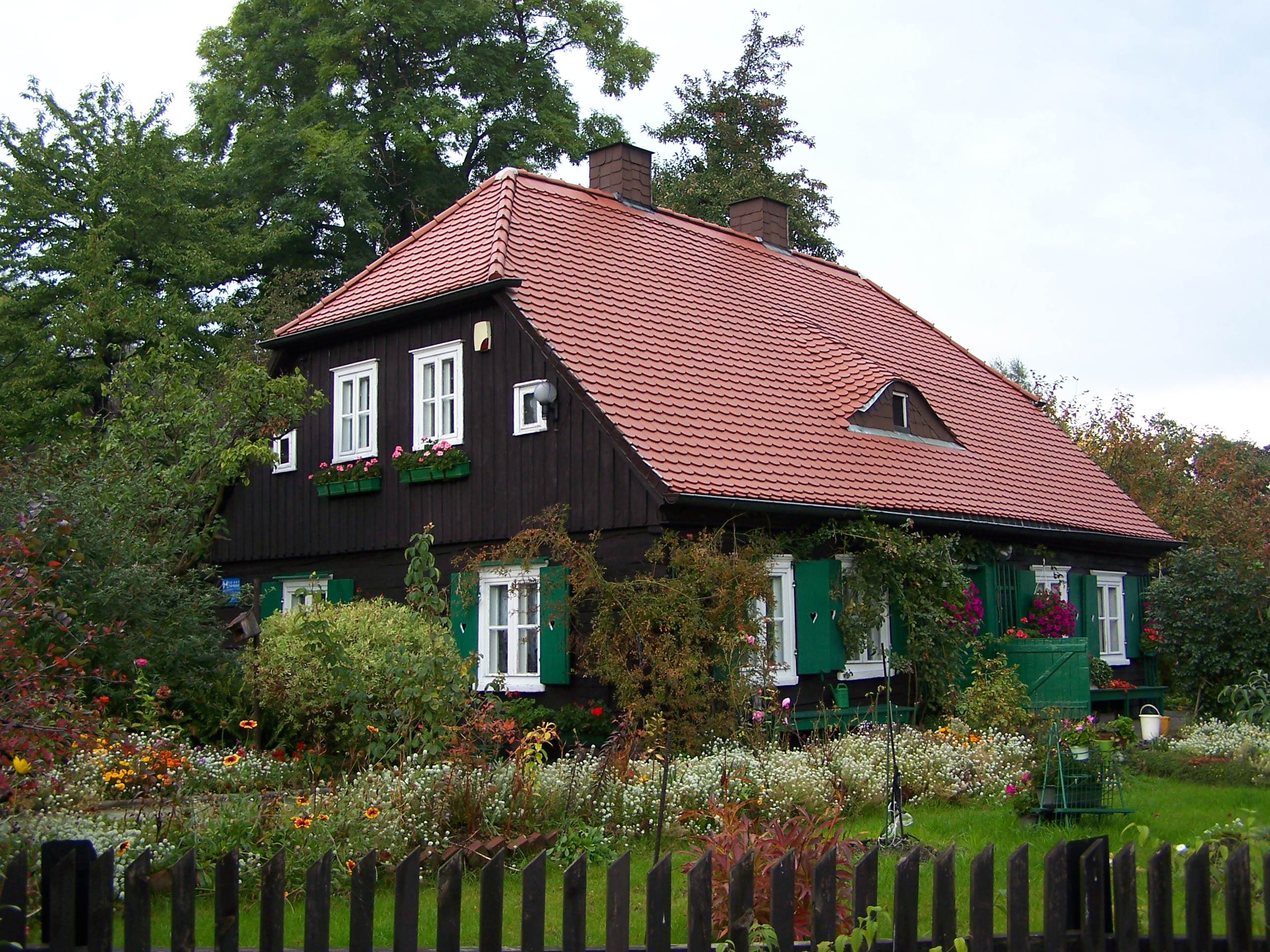
Domek Matki Ewy w Miechowicach

Córka Waleski i Huberta von Tiele-Wincklerów – ówczesnych właścicieli Miechowic, siostra Franza Huberta von Tiele-Wincklera, wnuczka Franza von Wincklera.
Mając 16 lat przyjęła protestantyzm i niespełna dwa lata później, w 1884 roku została konfirmowana w tutejszym kościele ewangelickim. Jej powołaniem stała się dobroczynność i praca na rzecz najbardziej potrzebujących. W 1886 r. udała się do Bethel koło Bielefeld, gdzie odbyła ośmiomiesięczne przygotowanie do służby diakonackiej i pracy charytatywnej. W 1890 roku zakończyła się w Miechowicach budowa Ostoi Pokoju (Friedensort) – domu opieki będącego podarunkiem od jej ojca, Huberta von Tiele który na potrzeby tego domu przeznaczył 3 tys. marek rocznie, a od 1891 roku 12 tys. marek rocznie. Już pod koniec roku 1890 znalazło tam schronienie około czterdziestu potrzebujących kobiet i dzieci.
W 1893 roku Ewa przyjęła ordynację diakonacką. Założyła wówczas w Miechowicach diakonat żeński, którego regulamin sama opracowała. Jednak od 1895 roku ponownie przebywała w Bethel, gdzie była przełożoną tamtejszych diakonis. Do Miechowic powróciła ostatecznie w 1901 roku. Zamieszkała wówczas w niewielkim drewnianym domku obok plebanii kościoła ewangelickiego i poświęciła się kierowaniu Diakonatem. Następne lata upłynęły Matce Ewie na tworzeniu kolejnych domów dla bezdomnych dzieci, których w sumie zostało otwartych czterdzieści, oraz na przygotowywaniu sióstr do pracy misyjnej w 18 krajach świata, głównie w Afryce i Azji. Była również autorką popularnej literatury religijnej. Została pochowana w Miechowicach na terenie Ostoi Pokoju; na grobie znajduje się prosty krzyż z napisem „Ancilla Domini (pol. Służebnica Pańska) 1866–1930”.